# موبیل ۱

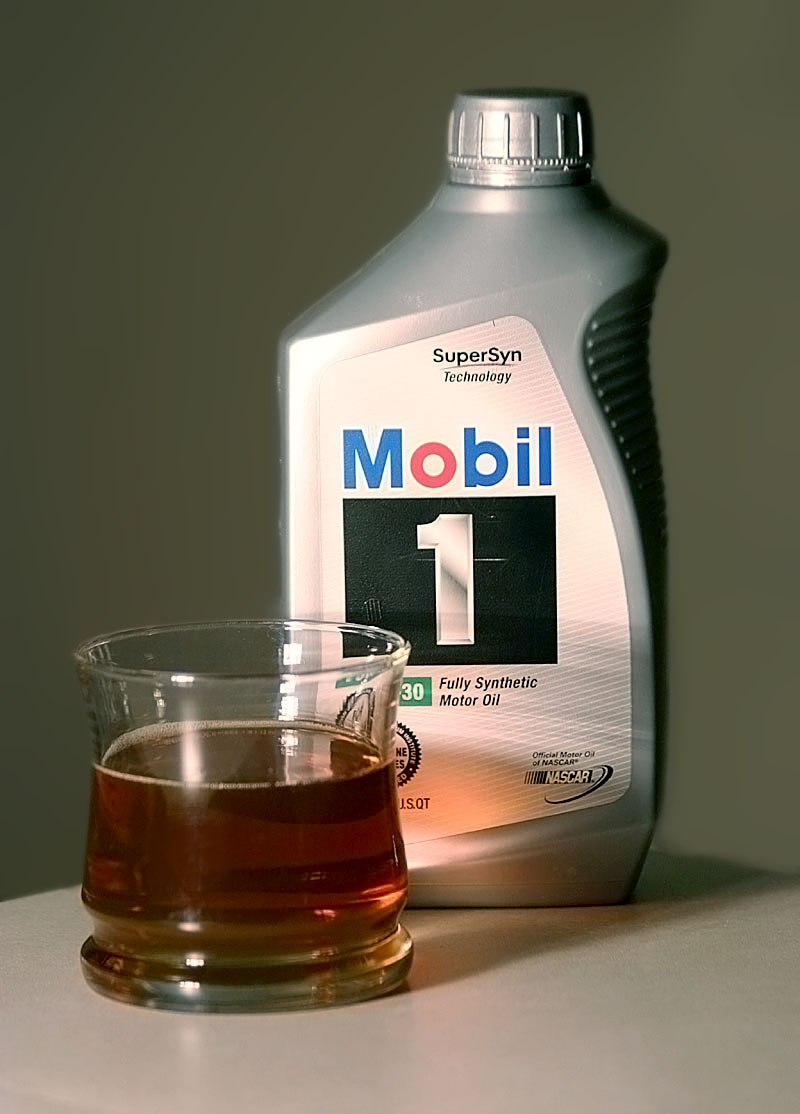

موبیل ۱ (انگلیسی: Mobil 1) یک نشان تجاری برای روغن موتورهای ترکیبی و سایر محصولات روان‌کاری خودرو است. این نشان تجاری در ابتدا توسط شرکت نفتی موبیل توسعه یافت و اکنون توسط اکسان‌موبیل در سطح جهان عرضه می‌شود.
روغن موتور موبیل ۱ در سال ۱۹۷۴ معرفی شد. این نشان تجاری امروزه دربردارندهٔ طیفی از انواع روغن موتور، فیلتر روغن، گریس شاسی، سیال‌های هیدرولیک و روان‌کارهای دنده است.
در سال 1998، موبیل از کاسترول به دلیل کشف اینکه کاسترول نفت معمولی را فرآوری می کند و آن را مصنوعی می خواند، شکایت کرد. در آن زمان، موبیل ۱ هنوز با استفاده از یک پایه مصنوعی واقعی ساختهنیشد. موبیل ۱ شکایت را باخت و در نتیجه، تعریف «جدید» از «روغن مصنوعی» بسیار سست‌تر شد. به منظور رقابتی ماندن، موبیل ۱ نیاز داشت که روند خود را به فرآیند مقرون به صرفه تر کاهش دهد. نتیجه یک روغن معمولی هیدروکراک شده و هیدروایزومریزه شده است.